# Skalnik semele
Skalnik semele (Hipparchia semele) – motyl dzienny z rodziny rusałkowatych.

## Wygląd
Rozpiętość skrzydeł od 44 do 45 mm, dymorfizm płciowy wyraźny: samice mają żółtawą przepaskę na obu parach skrzydeł.

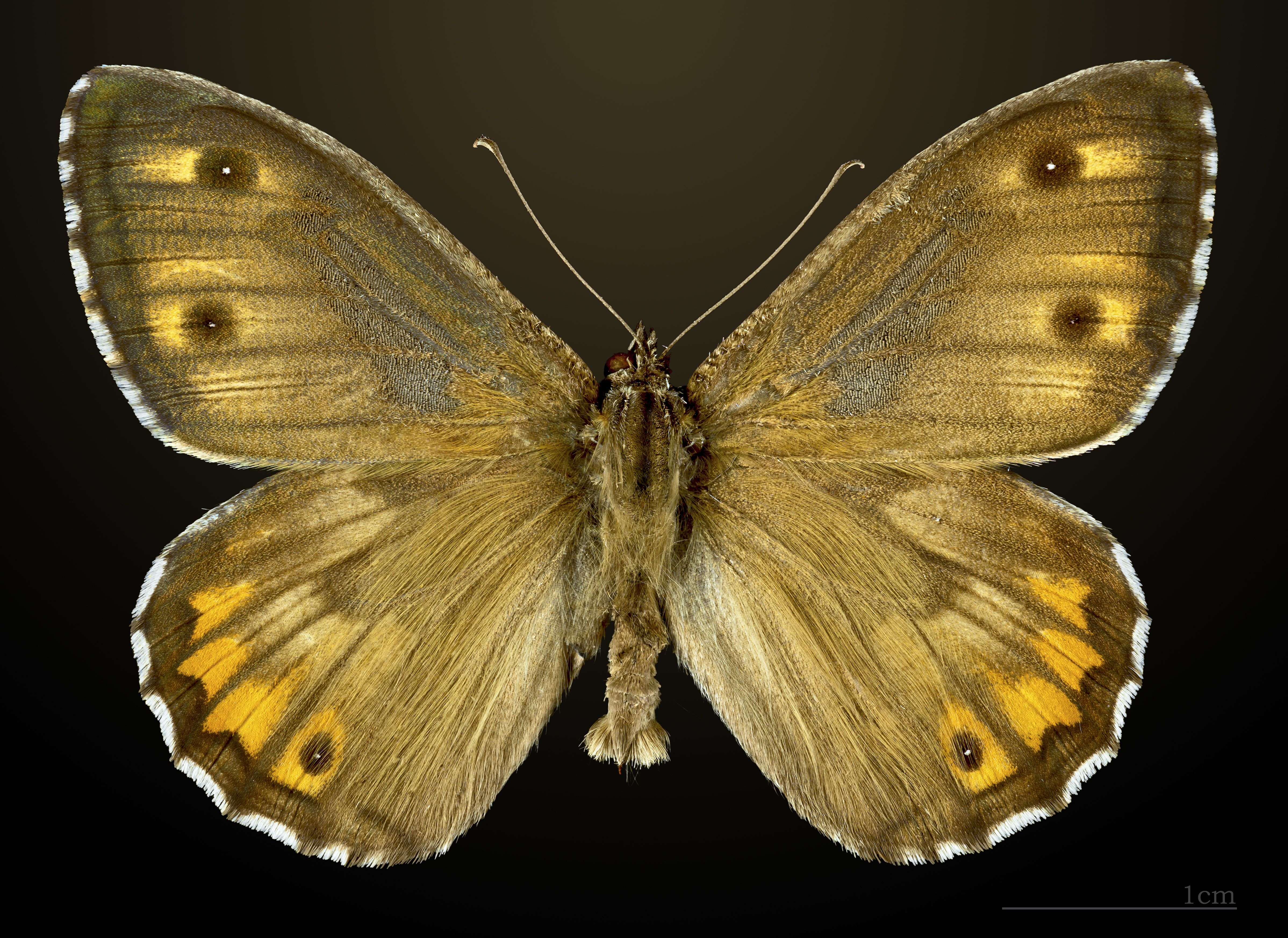
♂
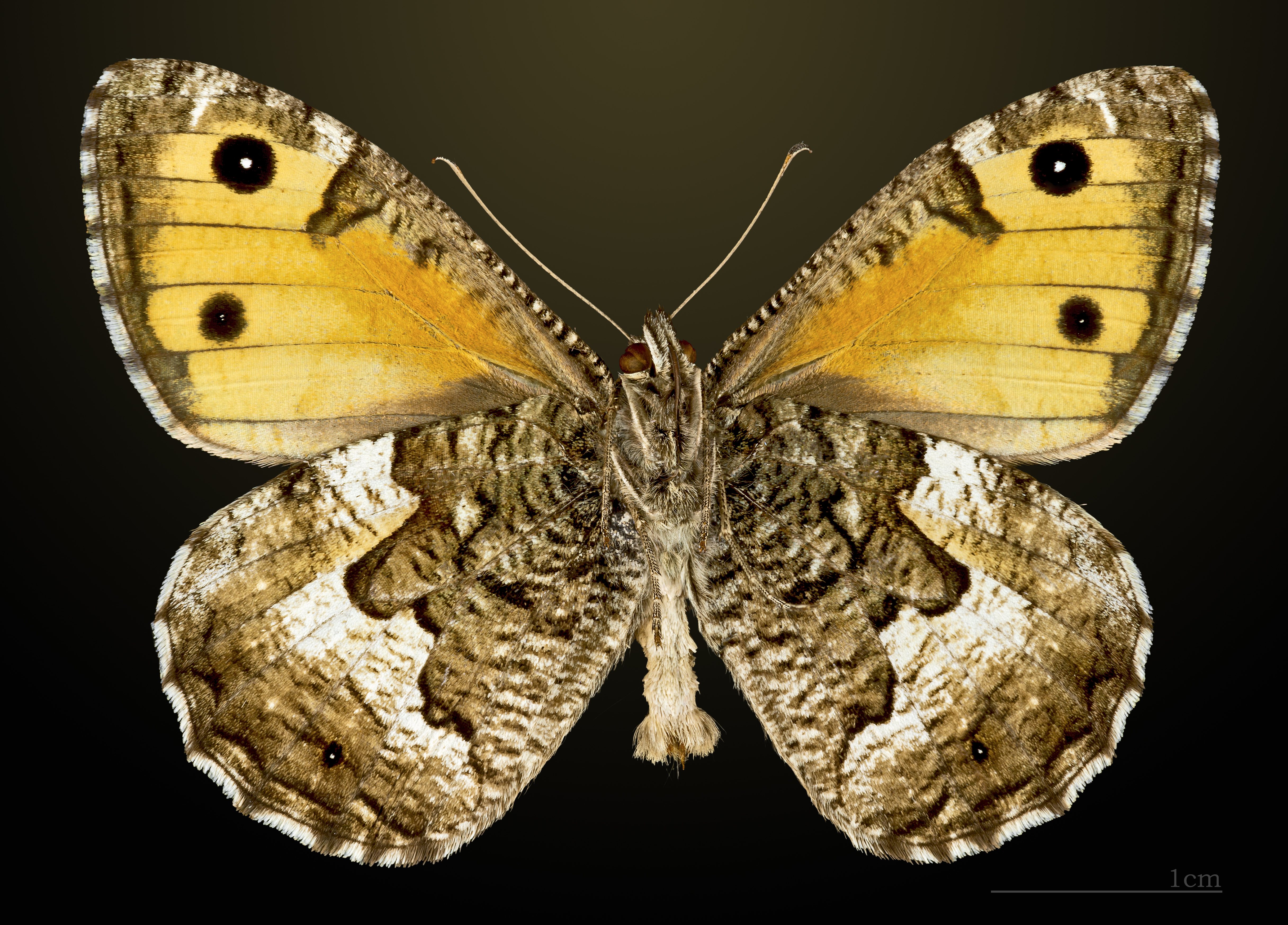
♂ △
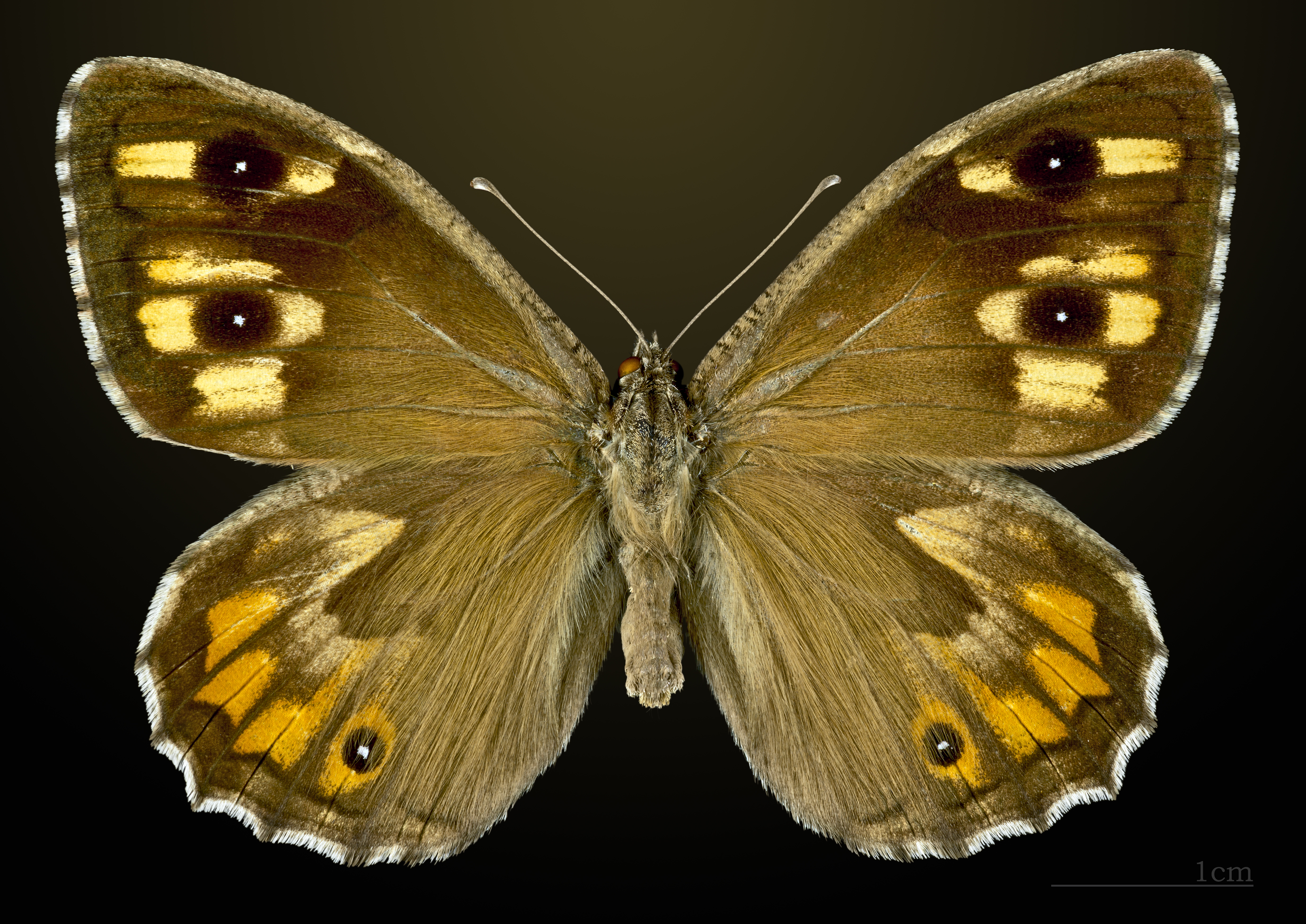
♀
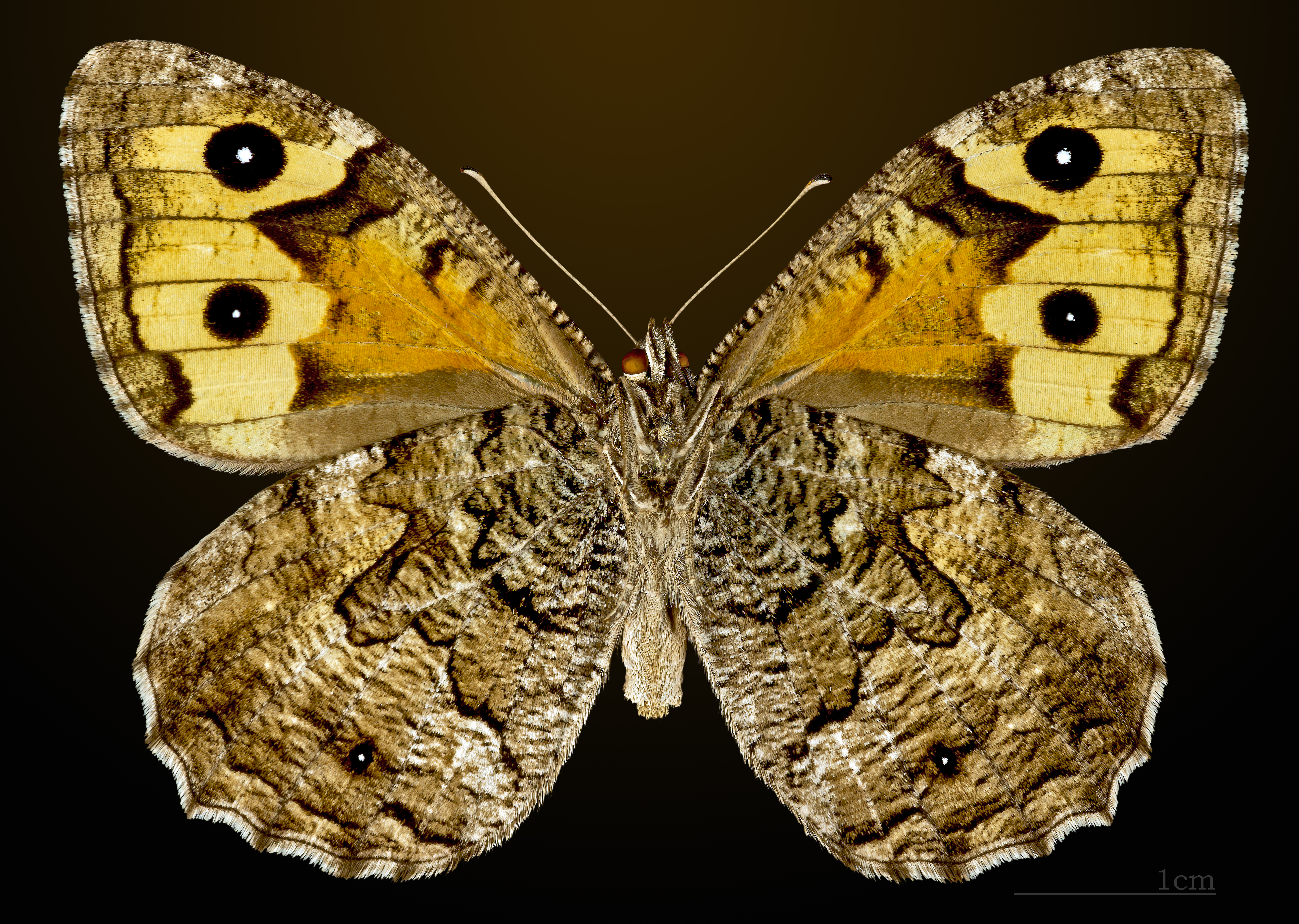
♀ △

## Siedlisko
Skraje borów sosnowych, murawy kserotermiczne, kamieniołomy.

## Biologia i rozwój
Wykształca jedno pokolenie w roku (koniec czerwca-początek września). Rośliny żywicielskie to m.in.: szczotlicha siwa, stokłosa prosta, tymotka Boehmera, kostrzewa owcza. Jaja składane są na roślinach żywicielskich. Larwy wylęgają się po 2,5-3 tygodniach, żerują nocą, zimują w piasku, pod kamieniami i w kępkach traw. Stadium poczwarki trwa 4-5 tygodni.

## Rozmieszczenie geograficzne
Gatunek europejski, w Polsce występuje na terenie całego kraju z wyjątkiem gór. Niezagrożony.